# 14 nivôse
14 frimaire 14 pluviôse
Le quartidi 14 nivôse, officiellement dénommé jour du grès, est le 104e jour de l'année du calendrier républicain.
C'était généralement le 3e jour du mois de janvier dans le calendrier grégorien.